# Jiloan Hamad
Jiloan Mohamed Hamad (Baku, 6 novembre 1990) è un calciatore svedese naturalizzato iracheno, centrocampista del Zakho.

## Biografia
Nasce nel 1990 a Baku, l'odierna capitale dell'Azerbaigian, da genitori di origine curda provenienti da Ranya, nel Kurdistan iracheno.

## Carriera

### Club
Il Malmö FF lo acquista dal BK Forward nel dicembre 2007. Il 14 agosto 2008 esordisce con la nuova maglia nella partita di campionato contro l'Elfsborg, nell'unica presenza in campionato di quell'anno. Si ritaglia maggiore spazio nel 2009, collezionando 20 presenze e 2 reti. Nel 2010 contende la fascia sinistra al compagno di squadra Jimmy Durmaz, ma nelle 27 partite stagionali (parte delle quali iniziate dalla panchina) è stato spesso schierato sul lato destro. Nell'ultima partita dell'Allsvenskan 2010, il giorno dopo del suo ventesimo compleanno, apre le marcature contro il Mjällby nel 2-0 che ha consegnato il titolo nazionale alla sua squadra.
Nel 2011 perde alcune partite tra maggio e luglio a causa di problemi fisici. Rientrato, Hamad rinsalda ancor di più il proprio posto sulla fascia destra con la cessione del compagno di reparto Guillermo Molins nella finestra estiva di mercato. Nel frattempo rinnova fino al 2013. Gioca poi tutte e 30 le partite dell'Allsvenskan 2012, ricevendo spesso anche la fascia di capitano visto il ritiro di Daniel Andersson e il poco spazio concesso a Ulrich Vinzents. Diventa capitano a tutti gli effetti nel 2013, quando contribuisce ad un nuovo titolo del Malmö FF. A fine stagione viene eletto centrocampista dell'anno dell'Allsvenskan, ricevendo anche una nomination per il titolo di giocatore dell'anno.
Alla scadenza del suo contratto con il Malmö FF, il 1º gennaio 2014 diventa ufficialmente un giocatore dell'Hoffenheim, firmando a parametro zero un accordo valido fino al 2017. Debutta in Bundesliga il 25 gennaio, giocando tutti i 90 minuti (unica volta in stagione) nella sconfitta per 4-0 sul campo del Norimberga. Successivamente colleziona poche presenze subentrando nel corso della ripresa, o ancor più spesso rimanendo in panchina. Il 31 gennaio 2015 passa così in prestito fino al termine della stagione ai belgi dello Standard Liegi, con cui colleziona 6 presenze (tutte partendo dalla panchina) e segna un gol nella vittoria casalinga per 3-2 contro il Waasland-Beveren. La sua esperienza in Belgio si chiude di fatto a marzo durante un allenamento, quando un grave infortunio al legamento crociato lo costringe a uno stop di circa 10 mesi.
Terminato il prestito, Hamad rientra all'Hoffenheim e, ristabilitosi dall'infortunio, viene subito schierato titolare il 23 gennaio 2016 a 447 giorni dall'ultima apparizione con i tedeschi. Nell'occasione, segna su punizione il gol del temporaneo vantaggio contro il Bayer Leverkusen (1-1 il finale). Nonostante ciò, nei mesi a seguire trova poco spazio, complice anche il cambio di allenatore da Huub Stevens a Julian Nagelsmann: dal marzo 2016 in poi, infatti, non gioca più nessuna partita in Bundesliga.
Nel gennaio 2017 Hamad intavola trattative con alcuni club svedesi, proponendosi anche alla sua vecchia squadra del Malmö FF che però non si dimostra particolarmente interessata. Il 7 febbraio 2017 viene presentato come nuovo rinforzo dell'Hammarby. Chiude l'Allsvenskan 2017 con 4 reti in 25 partite, e successivamente l'Allsvenskan 2018 con 11 reti in 29 partite.
Scaduto il contratto con l'Hammarby, il ventottenne Hamad sceglie di non rinnovare e di accettare per due anni la più ricca offerta dei sudcoreani dell'Incheon United, con cui però rescinde consensualmente nel luglio 2019 dopo soli 6 mesi.
Nell'agosto 2019 approda in Croazia, ingaggiato dall'HNK Gorica con un contratto biennale. Durante la sua permanenza, la squadra ottiene rispettivamente un sesto e un quinto posto, in quest'ultimo caso sfiorando una qualificazione alla UEFA Europa Conference League svanita per un solo punto.
Terminato il biennio croato, Hamad fa ritorno in Svezia accettando la proposta di tre anni e mezzo da parte dell'Örebro, squadra che in quel momento era ultima in classifica dopo 10 giornate e che poi a fine stagione è effettivamente retrocessa. Nella Superettan 2022 Hamad ha messo a segno 6 reti e 6 assist in 26 presenze, ma i bianconeri hanno chiuso solamente al decimo posto. A fine campionato, il club e Hamad si sono separati rescindendo anticipatamente il contratto.
Il 31 gennaio 2023 è stato presentato dall'Al-Kholood, squadra della seconda serie saudita che aveva da poco ingaggiato anche il suo connazionale Ahmed Yasin.

### Nazionale
Il 19 gennaio 2011 esordisce con la maglia della nazionale svedese contro il Botswana. Gioca 7 ulteriori gare con la selezione svedese (l'ultima di queste nel gennaio 2018 contro la Danimarca) prima di scegliere di giocare per l'Iraq nel 2019. In precedenza aveva rifiutato una chiamata della stessa nazionale irachena nell'ottobre 2018.

## Statistiche

### Presenze e reti nei club
Statistiche aggiornate al 3 gennaio 2013.
| Stagione        | Squadra         | Campionato      | Campionato | Campionato | Coppe nazionali | Coppe nazionali | Coppe nazionali | Coppe continentali | Coppe continentali | Coppe continentali | Altre coppe | Altre coppe | Altre coppe | Totale | Totale |
| Stagione        | Squadra         | Comp 0          | Pres       | Reti       | Comp            | Pres            | Reti            | Comp               | Pres               | Reti               | Comp        | Pres        | Reti        | Pres   | Reti   |
| --------------- | --------------- | --------------- | ---------- | ---------- | --------------- | --------------- | --------------- | ------------------ | ------------------ | ------------------ | ----------- | ----------- | ----------- | ------ | ------ |
| 2006            | Forward         | D1              | 0          | 0          | CS              | 0               | 0               | -                  | -                  | -                  | -           | -           | -           | 0      | 0      |
| 2007            | Forward         | D1              | 23         | 8          | CS              | 0               | 0               | -                  | -                  | -                  | -           | -           | -           | 23     | 8      |
| Totale Forward  | Totale Forward  | Totale Forward  | 23         | 8          |                 | -               | -               |                    | -                  | -                  |             | -           | -           | 23     | 8      |
| 2008            | Malmö           | A               | 2          | 0          | CS              | 2               | 0               | -                  | -                  | -                  | -           | -           | -           | 4      | 0      |
| 2009            | Malmö           | A               | 20         | 2          | CS              | 0               | 0               | -                  | -                  | -                  | -           | -           | -           | 20     | 2      |
| 2010            | Malmö           | A               | 27         | 3          | CS              | 2               | 0               | -                  | -                  | -                  | -           | -           | -           | 29     | 3      |
| 2011            | Malmö           | A               | 20         | 3          | CS              | 1               | 1               | UCL                | 5                  | 1                  | SS          | 1           | 0           | 27     | 5      |
| 2012            | Malmö           | A               | 30         | 6          | CS              | 1               | 0               | UEL                | 6                  | 1                  | -           | -           | -           | 37     | 7      |
| Totale Malmö    | Totale Malmö    | Totale Malmö    | 99         | 14         |                 | 6               | 1               |                    | 11                 | 2                  |             | 1           | 0           | 117    | 17     |
| Totale carriera | Totale carriera | Totale carriera | 122        | 22         |                 | 6               | 1               |                    | 11                 | 2                  |             | 1           | 0           | 140    | 25     |

## Palmarès

### Club
- Campionato svedese: 2

Malmö FF: 2010, 2013
- Supercoppa di Svezia: 1

Malmö FF: 2013